# Classe New Orleans
A Classe New Orleans foi uma classe de cruzadores pesados operada pela Marinha dos Estados Unidos, composta pelo USS New Orleans, USS Astoria, USS Minneapolis, USS Tuscaloosa, USS San Francisco, USS Quincy e USS Vincennes. Suas construções começaram entre 1931 e 1934 e foram lançados ao mar de 1933 a 1936, sendo comissionados na frota norte-americana entre 1934 e 1937. O projeto da classe foi limitado pelos termos do Tratado Naval de Londres e tinha a intenção de solucionar deficiências nos projetos das classes anteriores, que ficaram muito abaixo do peso planejado. Consequentemente, grande ênfase foi dada para a blindagem dos novos navios.
Os cruzadores da Classe New Orleans eram armados com uma bateria principal composta por nove canhões de 203 milímetros montados em três torres de artilharia triplas. Tinham um comprimento de fora a fora de 179 metros, boca de dezoito metros, calado de quase sete metros e um deslocamento carregado de mais de doze mil toneladas. Seus sistemas de propulsão eram compostos por oito caldeiras a óleo combustível que alimentavam quatro conjuntos de turbinas a vapor, que por sua vez giravam quatro hélices até uma velocidade máxima de 32 nós (59 quilômetros por hora). Os navios também tinham um cinturão principal de blindagem com 76 a 127 milímetros de espessura.
Os navios atuaram no Oceano Pacífico e no Atlântico em tempos de paz. O New Orleans e o San Francisco estavam presentes no Ataque a Pearl Harbor em dezembro de 1941, mas não foram danificados. Os membros da classe foram usados como escoltas de porta-aviões e em bombardeios litorâneos na Segunda Guerra Mundial. Na primeira metade de 1942 participaram das Batalhas do Mar de Coral e Batalha de Midway, enquanto no final do ano em operações na Campanha de Guadalcanal. Nesta, o Astoria, Quincy e Vincennes foram afundados em novembro na Batalha da Ilha Savo. O New Orleans, Minneapolis e San Francisco foram danificados em outras ações na campanha.
O Tuscaloosa foi o único a atuar no Atlântico durante a guerra, inicialmente escoltando comboios e depois sendo enviado para reforçar a Frota Doméstica britânica. Também participou das Invasões do Norte da África em 1942 e Normandia em 1944, sendo então transferido para o Pacífico. Seus irmãos enquanto isso participaram das Campanhas das Ilhas Gilbert e Marshall, Ilhas Aleutas e Ilhas Marianas e Palau nas mesmas funções de escolta e bombardeio, com todos os quatro sobreviventes também envolvendo-se na Campanha das Ilhas Vulcano e Ryūkyū. A guerra terminou em 1945 e os navios foram descomissionados em 1946 e 1947, permanecendo inativos até serem desmontados em 1959.